# 伍丽群
伍丽群，OLY（1992年5月3日—），又译梅丽莎·伍、梅丽莎·吴，澳大利亚女子跳水运动员。2007年世界游泳锦标赛、2006年英联邦运动会和2008年北京奥运会银牌得主。2012年伦敦奥运会获得了十米跳台的第四名。她的父亲是澳籍缅甸華人，母亲是澳大利亚人。
伍丽群和布里奥妮·科尔搭档，赢得了2008年北京奥运会双人10米跳台银牌，这成为澳大利亚奥运史上最年轻的跳水奖牌获得者。
伍丽群居住在布里斯班，她和澳大利亚跨栏世界冠军加娜·罗林森是表姐妹。

## 生平
伍丽群从2003年开始接触跳水，之前练习过体操。在2004年和2005年陆续赢得了多个青年和州际比赛冠军头衔，她成绩上的首次重大突破出现在2006年的澳大利亚跳水公开赛，在10米跳台比赛中她战胜了奥运会冠军尚特勒·纽伯里和老将罗迪·图尔奇。胜利也为她赢得了参加英联邦运动会的资格，她与亚历克斯·克拉克搭档赢得了英联邦运动会双人10米跳台的银牌，在个人10米跳台中名列第5。
2007年，她在澳大利亚公开赛上成功卫冕10米跳台冠军，在随后的世界游泳锦标赛上夺得双人10米跳台银牌，个人跳台名列第11。

## 外部連結
- ESP Sports Management profile
- ABC Commonwealth Games profile （页面存档备份，存于）
- TAKKLE.com profile